# Maria Grazia Gerwien
Maria Grazia Gerwien (1951) è un'ex calciatrice italiana, di ruolo attaccante.

## Biografia
È sorella minore di Liliana Gerwien, anch'essa calciatrice attiva tra gli anni sessanta e settanta, e per questo veniva chiamata anche Gerwien II. Parallelamente all'attività sportiva svolgeva la professione di odontotecnico.

## Caratteristiche tecniche
Giocava come ala destra o centravanti; veloce e imprevedibile, era abile in fase realizzativa. All'occorrenza retrocedeva a centrocampo, per recuperare palloni giocabili.

## Carriera

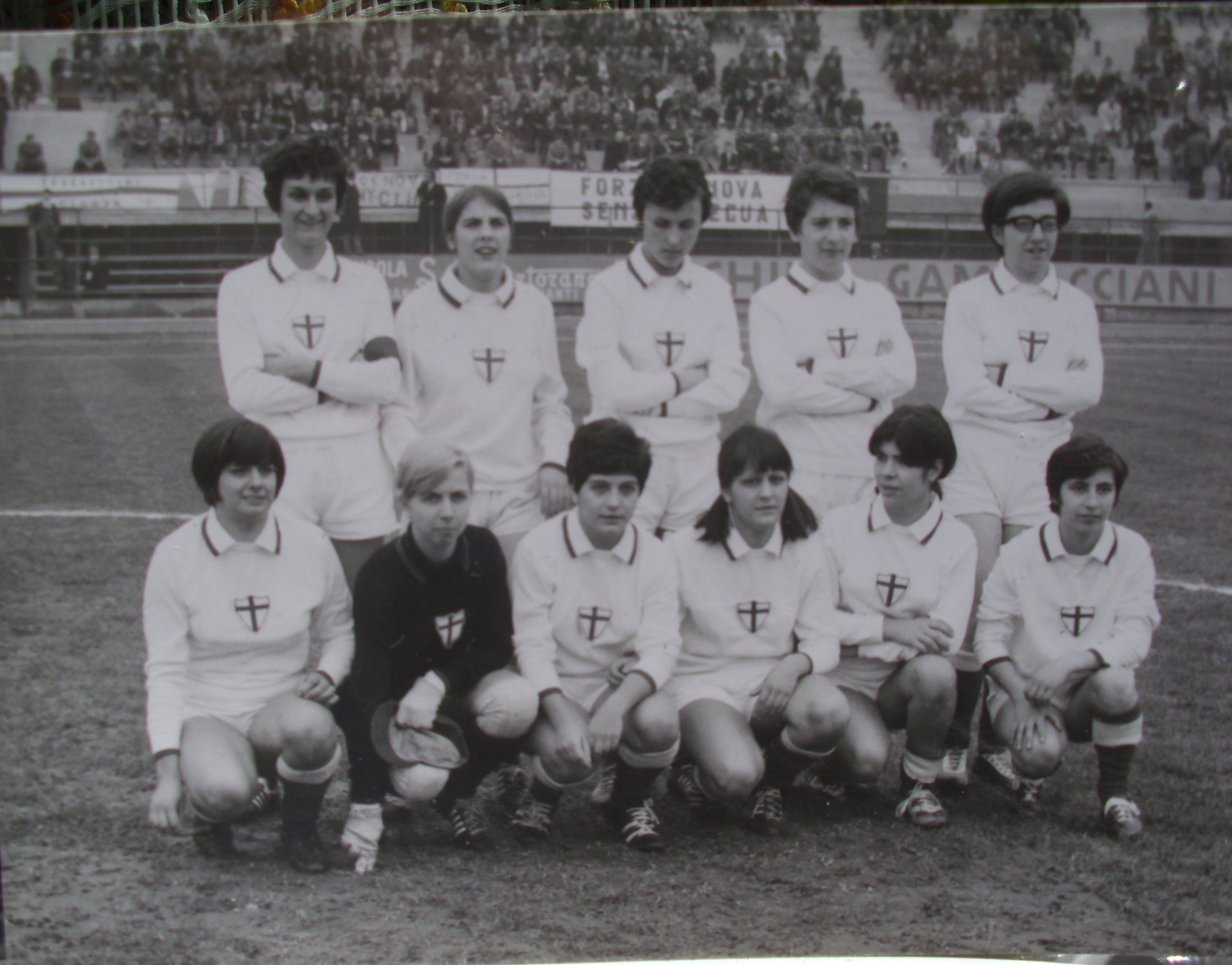
Il Genova campione d'Italia nel 1968. Maria Grazia Gerwien è la seconda in piedi da sinistra.

### Club
Inizia l'attività nel Genova, partecipando alla conquista dello scudetto 1968 e del secondo posto nella stagione successiva, dopo aver perso il doppio spareggio con la Roma.
Nel campionato 1970, chiuso dalle liguri al terzo posto, realizza 29 reti in 24 partite. A fine stagione, pur molto richiesta da altre squadre, rimane in forza al Genova con cui gioca fino allo scioglimento del club, nel 1972.
Nel 1973 passa al Piacenza, dove riprende a pieno regime l'attività dopo l'infortunio patito in Nazionale nel novembre 1971. Vi rimane anche per la stagione successiva prima di tornare per un'annata in Liguria con la Sampierdarenese, nel campionato Interregionale 1975, ottenendo la promozione nella massima serie e perdendo la finale scudetto di categoria. Nel 1976 è di nuovo al Piacenza, sempre in Serie A, con cui realizza 7 reti in campionato. Successivamente milita nel Tigullio di Santa Margherita Ligure, con cui partecipa al campionato di Serie B 1978 approdando alle finali promozione. Vi rimane fino alla conclusione della carriera, nel 1984, raggiungendo la finale di Coppa Italia nel 1983, persa contro il Trani.

### Nazionale
Esordisce con la maglia azzurra il 23 febbraio 1968, nell'amichevole giocata a Viareggio contro la Cecoslovacchia, realizzando una delle reti della propria squadra, e partecipa poi al vittorioso Europeo dello stesso anno. Il 4 novembre 1971, nella partita contro la Danimarca, subisce un grave infortunio che di fatto ne chiude la carriera in azzurro condizionandola per diversi mesi.

## Palmarès

### Club
- Campionato italiano: 1

Genova: 1968

### Nazionale
- Coppa Europa: 1

1969